# Distretto di Khura Buri
Il distretto di Khura Buri (in thailandese: คุระบุรี) è un distretto (amphoe) della Thailandia, situato nella provincia di Phang Nga.